# Fitzroy Football Club
Fitzroy Football Club, apodados como the Lions, fue un equipo de fútbol australiano profesional, que jugaba en la Australian Football League. Su sede se encontraba en el barrio de Fitzroy en la ciudad de Melbourne, situada en el Estado de Victoria.
Durante su historia el equipo ganó 7 campeonatos de la VFL/AFL, siendo el último de ellos en 1944. Debido a problemas económicos, en 1996 desapareció al trasladarse a Brisbane donde, de su fusión con los Brisbane Bears, surgieron los Brisbane Lions.

## Historia
El equipo de Fitzroy nace oficialmente el 26 de septiembre de 1883, y se aprovecha del cambio de reglas en la Victorian Football Association para ingresar en ese campeonato un año después, en 1884. Rápidamente se convirtieron en uno de los equipos con más éxito y espectadores de la época, y en 1895 logran su primer campeonato de la VFA.
En 1897 Fitzroy pasa a ser uno de los ocho equipos que rompen con la VFA para crear la Victorian Football League (actual Australian Football League). Los por entonces apodados granates, debido al color de su equipación, lograron ganar el campeonato en 1898, primer año que se celebraba una Gran Final, y lo revalidó en 1899. En la primera década del torneo, Fitzroy fue el club con más éxito con cuatro campeonatos de diez posibles, al vencer también en 1904 y 1905, así como en 1913 y 1916. La buena racha de Fitzroy se mantuvo hasta el comienzo de la Primera Guerra Mundial.
En 1922 el club logra su séptimo trofeo de liga, y durante los siguientes años el equipo pasó a ser conocido por las actuaciones individuales de sus jugadores estrella, como Haydn Bunton. En esos años, el mote del equipo pasa a ser Gorillas (los gorilas). A pesar de que el club no logró un campeonato en esos años, mantuvo su condición de potencia de la liga, en un contexto en el que el deporte se vio afectado por las dos Guerras Mundiales que se sucedieron. Su último campeonato lo obtuvo en 1944, liderados por Fred Hughson.
A partir de la década de 1950, el rendimiento de los Lions descendió sensiblemente. En 1957 Fitzroy adopta el mote de Lions (leones), y a su vez comienza un declive en sus resultados deportivos. El equipo terminó entre 1960 y 1979 en las últimas posiciones, incluyendo tres cucharas de madera e incluso una temporada completa, en 1964, en la que perdieron todos los partidos. Por otra parte, el equipo dejó de contar con un estadio fijo en 1967. Aunque su racha mejoró a comienzos de la década de 1980, cuando logra llegar a la fase final en varias ocasiones, Fitzroy terminó volviendo a su mala racha de resultados los siguientes años.
Los malos resultados llevaron a que la franquicia terminara con problemas financieros. Durante varios años, especialmente en 1989, los propietarios estudiaron una fusión con Footscray, otro club en problemas y con pobres resultados. Sin embargo, los aficionados de Footscray se negaron y la propuesta quedó en nada. Más tarde, los Lions disputaron varios partidos en Tasmania durante 1991 y 1992, pero dejaron de hacerlo debido a que perdían dinero con ello. La mala gestión económica mermó la calidad del equipo. En su última temporada, disputada en 1996, Fitzroy solo ganó uno de 22 partidos durante la liga regular.
Con una deuda de 1.25 millones de dólares australianos, la organización de la AFL decidió, en junio de 1996, fusionar el equipo con otro que estuviera en apuros. En un principio el club propuesto fue North Melbourne Kangaroos, pero el resto de clubes de la liga rechazaron la unión al considerar que rompería con la igualdad del campeonato. Finalmente, el campeonato aceptó la fusión con Brisbane Bears, por lo que Fitzroy Lions desapareció para trasladarse a Brisbane y crear los Brisbane Lions.
Después de la fusión, los Brisbane Lions lograron tres campeonatos consecutivos en 2001, 2002 y 2003.

## Estadio
Desde 1884 hasta 1966 su casa fue el Brunswick Street Oval. A partir de ese año Fitzroy dejó de contar con un campo propio, y transitó en Princes Park, Junction Oval, Victoria Park y Whitten Oval hasta su desaparición.

## Palmarés
- Australian Football League: 8 (1898, 1899, 1904, 1905, 1913, 1916, 1922, 1944)